# Montagne des Agneaux

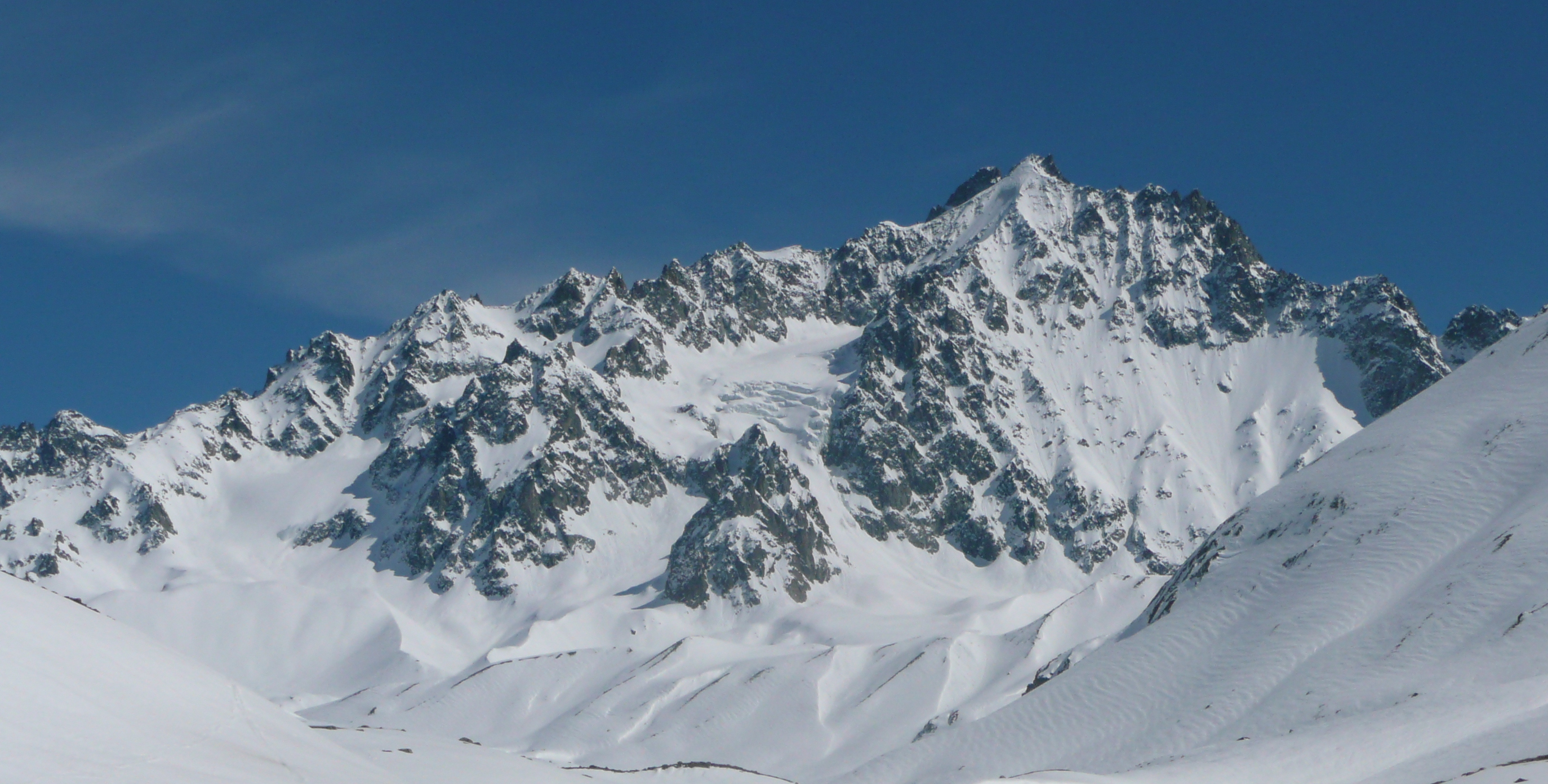
Nordwestansicht der Agneaux

Die Montagne des Agneaux (deutsch: Berg der Lämmer), auch Les Agneaux genannt, ist ein mehrgipfeliges, bis zu 3664 m hohes vergletschertes Bergmassiv im Écrins-Massiv in den Dauphiné-Alpen (Frankreich).

## Geografie
Im Ostgipfel (Agneau Noir) erreicht das Massiv seine größte Höhe. Der etwas niedrigere Zentralgipfel ist 3648 m hoch, die Firnkuppe des Nordwestgipfels (Calotte des Agneaux, Agneau Blanc) kotiert bei 3634 m. Dem Gebirgsstock in südwestlicher Richtung vorgelagert ist die Pointe des Cinéastes (3205 m), ein beliebter Kletterberg.
Die Montagne des Agneaux liegt im Schnittpunkt mehrerer großer Gratäste, von denen die nach Westen gegen den Pic de Neige Cordier bzw. nach Südosten gerichteten Kämme das Gletscherbecken des Glacier Blanc auf seiner orografisch linken Seite einfassen. Nach Nordosten entsendet das Massiv einen weiteren Kamm, der vergleichsweise schnell gegen das Tal der Guisane bei Le Monêtier-les-Bains abfällt. Noch kürzer ist ein Gratarm, der sich genau nach Norden in ein Hochtal absenkt.
Südlich des Hauptgipfels, von diesem durch den 3529 m hohen Col Tuckett getrennt, liegt der nach dem englischen Alpinisten Francis Fox Tuckett benannte, 3568 m hohe Pic Tuckett. Tuckett leistete bedeutende Beiträge zur Erschließung des Gebietes. Das Ancien Refuge Tuckett, eine kleine Museumshütte am Zustieg zum Refuge du Glacier Blanc, und das unmittelbar daneben liegende Hotel Tuckett, ein Biwakblock, tragen seinen Namen.
Zwischen den vier Graten trägt die Montagne des Agneaux etliche Gletscher. Im Nordwesten speist der Glacier Supérieur d’Arsine den Glacier d’Arsine. Im Nordosten des Massivs liegt der Glacier du Casset, im Südosten der Glacier du Monêtier. In der Südwestflanke über dem von der Barre des Écrins herunterziehenden Glacier Blanc halten sich mehrere kleinere Eisfelder, darunter Glacier de la Pyramide, Glacier Tuckett und Glacier Jean Gauthier.

## Erschließung
Der heutige Normalanstieg vom Refuge du Glacier Blanc führt über den 3345 m hohen Col du Monêtier und von dort ostseitig über den Col Tuckett zum Gipfel (4½ h, Schwierigkeitsgrad F / II). Bei der Nordroute der Erstbesteiger – W. A. B. Coolidge, Christian Almer und Christian Roth erreichten den Gipfel am 17. Juli 1873 – handelt es sich um einen steilen Eisanstieg, der deutlich schwerer ist (AD) als die Normalroute.
Das vom Dorf Ailefroide (Gemeinde Vallouise) zugängliche Refuge du Glacier Blanc auf 2550 m Höhe ist die einzige alpine Schutzhütte im unmittelbaren Umfeld der Montagne des Agneaux. Für die Nordrouten kommt als Stützpunkt auch das weiter entfernte, 2078 m hoch gelegene Refuge de l’Alpe de Villar-d’Arêne (Koordinate) in Frage.